# Municipio de Wedington
El municipio de Wedington (en inglés, Wedington Township) es una municipio del condado de Washington, Arkansas, Estados Unidos. Según el censo de 2020, tiene una población de 416 habitantes.
Es una subdivisión exclusivamente territorial. El municipio está inactivo.

## Geografía
Está ubicado en las coordenadas 36°4′49″N 94°24′44″O / 36.08028, -94.41222 (36.080279, -94.412103). Según la Oficina del Censo de los Estados Unidos, tiene una superficie total de 50,32 km², de la cual 49,82 km² corresponden a tierra firme y 0,52 km² es agua.

## Demografía
Según el censo de 2020, hay 416 personas residiendo en la zona. La densidad de población es de 8,35 hab./km². El 77,40 % de los habitantes son blancos, el 0,48 % son afroamericanos, el 0,24 % es isleño del Pacífico, el 1,44 % son amerindios, el 8,41 % son asiáticos, el 3,61 % son de otras razas y el 8,41 % son de una mezcla de razas. Del total de la población, el 6,01 % son hispanos o latinos de cualquier raza.